# Praetentura Italiae et Alpium
La praetentura Italiae et Alpium era una zona interna all'impero romano, istituita da Marco Aurelio al tempo delle guerre marcomanniche (tra il 168 ed il 175), a protezione dei passi alpini orientali dell'Italia romana, tra la Pannonia superiore e l'Italia (tra l'attuale Slovenia e Croazia).

## Storia
Marco Aurelio, costretto a contrastare i barbari invasori in più zone del limes, fu costretto a creare ex novo un grande distretto militare ai confini nord-orientali dell'Italia: la cosiddetta praetentura Italiae et Alpium, al fine di prevenire nuove possibili invasioni di genti germaniche sul suolo italico. Essa comprendeva le Alpi Giulie, ampie zone delle province di Raetia, Pannonia superior e Noricum. Sembra che fossero incluse nel sistema difensivo, la città di Emona, il castellum ausiliario di Stari Trg e quello di Grusizza Piro. Contemporaneamente Aquileia fu potenziata nelle sue fortificazioni, come pure  Iulium Carnicum e Glemona.
Il comando del distretto fu affidato a Q. Antistius Adventus, militare di carriera di origine africana, consul suffectus nel 166-167, che ricoprì la carica di legatus Augusti ad praetenturam Italiae et Alpium expeditione Germanica. Marco Aurelio sapeva che doveva prevenire eventuali nuovi attacchi da parte delle genti germaniche suebe dei Marcomanni e dei Quadi. Alle dipendenze del nuovo comando sembra fosse posta anche un'intera legione, la legio II Italica, di nuova formazione, la quale fu posta a guardia dei passi alpini a Ločica, nei pressi di Celeia (l'odierna Celje), poco distante da Aemona.
Una struttura analoga fu sviluppata nuovamente durante la fine delle invasioni barbariche del III secolo da Diocleziano, dopo che Alamanni e Iutungi avevano più volte sfondato il limes danubiano nel decennio del 270. Si trattava dei cosiddetti Claustra Alpium Iuliarum.